# 23016 Michaelroche
23016 Michaelroche este un asteroid din centura principală de asteroizi.

## Descriere
23016 Michaelroche este un asteroid din centura principală de asteroizi. A fost descoperit pe 15 noiembrie 1999 la Socorro, New Mexico, în cadrul proiectului LINEAR. Asteroidul prezintă o orbită caracterizată de o semiaxă mare de 2,64 ua, o excentricitate de 0,03 și o înclinație de 4,6° în raport cu ecliptica.